# 呂創
呂創（1989年—），青年寫作者、獨立電影製作人。

## 獎項
短篇小說〈混吃等死〉奪得42屆時報文學獎影視小說首獎。